# Ritala Spur
Der Ritala Spur ist ein rund 1000 m hoher und größtenteils verschneiter Felssporn im westantarktischen Queen Elizabeth Land. In der Forrestal Range der Pensacola Mountains erstreckt er sich von der Ostseite des Lexington Table in nordöstlicher Richtung.
Das Advisory Committee on Antarctic Names benannte ihn 1979 nach dem Geophysiker Keith D. Ritala, der im Rahmen des United States Antarctic Research Program im antarktischen Winter 1972 Untersuchungen zum Erdschwerefeld auf der Amundsen-Scott-Südpolstation durchgeführt hatte.